# Comtat de Montdidier
El comtat de Montdidier fou una jurisdicció feudal de l'edat mitjana a França. La casa comtal Montdidier va regnar sobre els comtats de Montdidier, de Dammartin i de Roucy.

## Origen de la família
El més antic membre segur de la família de Montdidier és un cert Hilduí, mort abans de 956 i qualificat de comte de Montdidier. Un dels seus parents familiars, igualment dit Hilduí, potser el seu fill, es va casar amb Hersenda, senyora de Ramerupt i d'Arcis-sur-Aube.
Diverses hipòtesis han estat exposades per precisar i completar l'origen de la família, però es van revelar sense fonament o no explotables. Així:
- El nom Manassès, portat per un fill i un net d'Hilduí i d'Hersenda derivaria de la casa de Rethel, però el vincle de parentiu entre les dues famílies no és conegut de manera més precisa. Existeix igualment al segle x un altre Manassès, el pare del comte Gilbert de Chalon.

- Hélion comte de luçay, al seu llibre Le comté de Clermont en Beauvaisis, étude pour servir à son histoire (1878),[2] indica que el segon Manassès era net d'un comte Guillem de Ponthieu, però l'existència del qual no és certa. De totes maneres, aquest comte Guillem hauria estat l'avi maternal de Manassès.

## Primeres generacions
Hilduí i Hersenda havien tingut dos fills, Manassès († 991), que va ser bisbe de Troyes i Hilduí II que fou senyor de Ramerupt. Hilduí II va fer el pelegrinatge de Jerusalem el 992 i va deixar dos fills:
- Hilduí III, senyor de Ramerupt, tronc de la branca major.
- Manassès el Calb (Calvus), tronc de la branca jove, després casa de Dammartin.

Hilduí III va morir després de 1031, deixant quatre fills:
- Hilduí IV de Montdidier († 1063), senyor de Ramerupt i comte de Roucy pel seu matrimoni amb Alix de Roucy.
- Guillem.
- Manassès, veguer de Reims el 1053, casat amb Beatriu d'Hainaut, esposa separada del comte Ebles I de Roucy. Va tenir tres fills: Manassès que va ser arquebisbe de Reims, Guiu i Adela, abadessa de Notre-Dame de Laon.

Hilduí IV va tenir diversos fills i dos d'ells van ser a l'origen de branques.

## Branca gran, dita de Roucy
Hilduí IV de Montdidier († 1063), pel seu matriomni el 1031 amb Alix de Roucy († 1062), va augmentar l'estatut de la seva descendència al si la noblesa local. En efecte, la seva nova esposa era procedent per la seva mare dels comtes d'Hainaut i dels reis capets. Una consanguinitat entre els pares d'Alix havia conduït a l'anul·lació del seu matrimoni, el pare d'Alix, el comte Ebles I de Roucy, havia entrat en un orde religiós i va esdevenir arquebisbe de Reims. La mare d'Alix es casaria més tard amb un germà d'Hilduí. Hilduí i Alix van donar a llum dos fills (a més de nombroses noies); Ebles II de Roucy, que va heretar de Roucy, i Andreu, que va tenir la senyoria de Ramerupt i fou el tron de la branca jove. De les filles algunes es van casar amb nobles locals però una, Beatriu, es va casar amb el comte Jofré o Jofre II del Perxa i una altra, Felícia, a la que Ebles II va casar amb el rei Sanç Ramírez a'Aragó.Hauria estat en aquest temps quan part del comtat de Montdidider fou conquerit per Raül III de Valois, que va passar al seu fill Raül IV el Gran a través del qual va arribar al comtat de Vermandois.
Ebles II de Roucy († 1103) va ser abans d'hora un croat. En efecte, el 1063, va conduir un exèrcit a la península Ibèrica i va participar en la croada de Barbastre. Després de la presa de la ciutat, va combatre encara a la zona i va ajudar el rei d'Aragó Sanç I Ramírez a conquerir el tron de Navarra. En aquesta ocasió, la seva germana Felícia es va casar amb el rei. Després va enfrontar de nou als moros. Havia participat en els assumptes d'Aragó en l'esperança de rebre un feu important, però no ho va poder obtenir, ja que tots els rellevants estaven proveïts. Va marxar llavors a Itàlia a ajudar a Robert Guiscard, príncep de Salern, però la història es va ser repetit: va obtenir aliances familiars prestigioses, ja que es va casar amb la filla de Robert Guiscard, però no va tenir cap domini important.
Probablement cansat d'aquestes aventures llunyanes o potser simplement calmat per l'edat, no va participar en la primera croada, llançada pel papa Urbà II el 1095, ni tampoc els seus fills. Però va aprofitar l'absència dels seus veïns per intentar ampliar els seus àmbits xampanyesos. No podent fer front als seus pillatges, l'arquebisbe de Reims va cridar en ajuda el rei, el qual va enviar el seu fill i hereu el príncep Lluís per restablir l'ordre. Després d'un setge ràpid, el príncep va aconseguir sotmetre'l el 1102.
El va succeir el seu fill Hug I de Roucy conegut com a Hug Chholet († 1160) que va fundar diversos establiments religiosos i es va casar amb Riquilda de Hohenstaufen, neboda de l'emperador Enric V del Sacre Imperi Romanogermànic i germana del futur Conrad III d'Alemanya.
El seu fill Guiscard de Roucy. va marxar en ajut dels croats el 1170. Va morir el 1180, seguit del seu fill gran Raül el 1196, i després del seu fill fill petit Joan, marcant així l'extinció de la branca gran i de la família.

## Branca petita, dita de Ramerupt
Andreu de Ramerupt, nascut cap a 1040, mort cap a 1118, fill del comte Hilduí IV de Montdidier, i d'Alix de Roucy, pare de: 
- Hug de Ramerupt
- Olivier de Ramerupt
- Ebles de Ramerupt
- Alix de Ramerupt, casada amb el comte Erard I de Brienne, mort cap a 1125, fill del comte Gautier i de Brienne, i d'Eustaquia de Tonnerre.
- X de Ramerupt, casada en primeres noces amb el vescomte Joan de Mareuil-sur-Ay (vers 1095-vers 1127), vescomte de Mareuil, senyor de Montmort, fill del vescomte Dudó de Mareuil-sur-Ay, i d'Adelaida de Châlons, esposa del veguer de Châlons, i en segones noces el 1151 amb el senyor Guiu de Bazoches, fill del senyor Hug de Bazoches, i de Basília.

## Genealogia
|                 |                 |                 |                 |                 |                 |  |  |                                                     |                                                     |                                                     |                                                     |                                                     |                                                     |  |  |                                                            |                                                            |                                                            |                                                            |                                                            |                                                            |  |  |                                                 |                                                 |                                                 |                                                 |                                                 |                                                 |  |  |                                                 |                                                 |                                                 |                                                 |                                                 |                                                 |  |  | Hilduí I x Hersenda senyora de Ramerupt |                                     |                                     |                                     |                                     |                                     |  |  |                                               |                                               |                                               |                                               |                                               |                                               |  |  |  |  |  |  |  |  |  |  |  |  |  |  |  |  |  |  |  |  |  |  |  |  |  |  |  |  |  |  |  |  |  |  |  |  |  |  |  |  |  |  |  |  |
|                 |                 |                 |                 |                 |                 |  |  |                                                     |                                                     |                                                     |                                                     |                                                     |                                                     |  |  |                                                            |                                                            |                                                            |                                                            |                                                            |                                                            |  |  |                                                 |                                                 |                                                 |                                                 |                                                 |                                                 |  |  |                                                 |                                                 |                                                 |                                                 |                                                 |                                                 |  |  |                                         |                                     |                                     |                                     |                                     |                                     |  |  |                                               |                                               |                                               |                                               |                                               |                                               |  |  |  |  |  |  |  |  |  |  |  |  |  |  |  |  |  |  |  |  |  |  |  |  |  |  |  |  |  |  |  |  |  |  |  |  |  |  |  |  |  |  |  |  |
|                 |                 |                 |                 |                 |                 |  |  |                                                     |                                                     |                                                     |                                                     |                                                     |                                                     |  |  |                                                            |                                                            |                                                            |                                                            |                                                            |                                                            |  |  |                                                 |                                                 |                                                 |                                                 |                                                 |                                                 |  |  |                                                 |                                                 |                                                 |                                                 |                                                 |                                                 |  |  |                                         |                                     |                                     |                                     |                                     |                                     |  |  |                                               |                                               |                                               |                                               |                                               |                                               |  |  |  |  |  |  |  |  |  |  |  |  |  |  |  |  |  |  |  |  |  |  |  |  |  |  |  |  |  |  |  |  |  |  |  |  |  |  |  |  |  |  |  |  |
|                 |                 |                 |                 |                 |                 |  |  |                                                     |                                                     |                                                     |                                                     |                                                     |                                                     |  |  |                                                            |                                                            |                                                            |                                                            |                                                            |                                                            |  |  |                                                 |                                                 |                                                 |                                                 |                                                 |                                                 |  |  | Hilduí II senyor de Ramerupt                    | Hilduí II senyor de Ramerupt                    | Hilduí II senyor de Ramerupt                    | Hilduí II senyor de Ramerupt                    | Hilduí II senyor de Ramerupt                    | Hilduí II senyor de Ramerupt                    |  |  |                                         |                                     |                                     |                                     |                                     |                                     |  |  | Manassès († 991) bisbe de Troyes              | Manassès († 991) bisbe de Troyes              | Manassès († 991) bisbe de Troyes              | Manassès († 991) bisbe de Troyes              | Manassès († 991) bisbe de Troyes              | Manassès († 991) bisbe de Troyes              |  |  |  |  |  |  |  |  |  |  |  |  |  |  |  |  |  |  |  |  |  |  |  |  |  |  |  |  |  |  |  |  |  |  |  |  |  |  |  |  |  |  |  |  |
|                 |                 |                 |                 |                 |                 |  |  |                                                     |                                                     |                                                     |                                                     |                                                     |                                                     |  |  |                                                            |                                                            |                                                            |                                                            |                                                            |                                                            |  |  |                                                 |                                                 |                                                 |                                                 |                                                 |                                                 |  |  | Hilduí II senyor de Ramerupt                    | Hilduí II senyor de Ramerupt                    | Hilduí II senyor de Ramerupt                    | Hilduí II senyor de Ramerupt                    | Hilduí II senyor de Ramerupt                    | Hilduí II senyor de Ramerupt                    |  |  |                                         |                                     |                                     |                                     |                                     |                                     |  |  | Manassès († 991) bisbe de Troyes              | Manassès († 991) bisbe de Troyes              | Manassès († 991) bisbe de Troyes              | Manassès († 991) bisbe de Troyes              | Manassès († 991) bisbe de Troyes              | Manassès († 991) bisbe de Troyes              |  |  |  |  |  |  |  |  |  |  |  |  |  |  |  |  |  |  |  |  |  |  |  |  |  |  |  |  |  |  |  |  |  |  |  |  |  |  |  |  |  |  |  |  |
|                 |                 |                 |                 |                 |                 |  |  |                                                     |                                                     |                                                     |                                                     |                                                     |                                                     |  |  |                                                            |                                                            |                                                            |                                                            |                                                            |                                                            |  |  |                                                 |                                                 |                                                 |                                                 |                                                 |                                                 |  |  |                                                 |                                                 |                                                 |                                                 |                                                 |                                                 |  |  |                                         |                                     |                                     |                                     |                                     |                                     |  |  |                                               |                                               |                                               |                                               |                                               |                                               |  |  |  |  |  |  |  |  |  |  |  |  |  |  |  |  |  |  |  |  |  |  |  |  |  |  |  |  |  |  |  |  |  |  |  |  |  |  |  |  |  |  |  |  |
|                 |                 |                 |                 |                 |                 |  |  |                                                     |                                                     |                                                     |                                                     |                                                     |                                                     |  |  |                                                            |                                                            |                                                            |                                                            |                                                            |                                                            |  |  | Hilduí III senyor de Ramerupt                   | Hilduí III senyor de Ramerupt                   | Hilduí III senyor de Ramerupt                   | Hilduí III senyor de Ramerupt                   | Hilduí III senyor de Ramerupt                   | Hilduí III senyor de Ramerupt                   |  |  |                                                 |                                                 |                                                 |                                                 |                                                 |                                                 |  |  | Manassès Calvus senyor de Dammartin     | Manassès Calvus senyor de Dammartin | Manassès Calvus senyor de Dammartin | Manassès Calvus senyor de Dammartin | Manassès Calvus senyor de Dammartin | Manassès Calvus senyor de Dammartin |  |  |                                               |                                               |                                               |                                               |                                               |                                               |  |  |  |  |  |  |  |  |  |  |  |  |  |  |  |  |  |  |  |  |  |  |  |  |  |  |  |  |  |  |  |  |  |  |  |  |  |  |  |  |  |  |  |  |
|                 |                 |                 |                 |                 |                 |  |  |                                                     |                                                     |                                                     |                                                     |                                                     |                                                     |  |  |                                                            |                                                            |                                                            |                                                            |                                                            |                                                            |  |  | Hilduí III senyor de Ramerupt                   | Hilduí III senyor de Ramerupt                   | Hilduí III senyor de Ramerupt                   | Hilduí III senyor de Ramerupt                   | Hilduí III senyor de Ramerupt                   | Hilduí III senyor de Ramerupt                   |  |  |                                                 |                                                 |                                                 |                                                 |                                                 |                                                 |  |  | Manassès Calvus senyor de Dammartin     | Manassès Calvus senyor de Dammartin | Manassès Calvus senyor de Dammartin | Manassès Calvus senyor de Dammartin | Manassès Calvus senyor de Dammartin | Manassès Calvus senyor de Dammartin |  |  |                                               |                                               |                                               |                                               |                                               |                                               |  |  |  |  |  |  |  |  |  |  |  |  |  |  |  |  |  |  |  |  |  |  |  |  |  |  |  |  |  |  |  |  |  |  |  |  |  |  |  |  |  |  |  |  |
|                 |                 |                 |                 |                 |                 |  |  |                                                     |                                                     |                                                     |                                                     |                                                     |                                                     |  |  |                                                            |                                                            |                                                            |                                                            |                                                            |                                                            |  |  |                                                 |                                                 |                                                 |                                                 |                                                 |                                                 |  |  |                                                 |                                                 |                                                 |                                                 |                                                 |                                                 |  |  |                                         |                                     |                                     |                                     |                                     |                                     |  |  |                                               |                                               |                                               |                                               |                                               |                                               |  |  |  |  |  |  |  |  |  |  |  |  |  |  |  |  |  |  |  |  |  |  |  |  |  |  |  |  |  |  |  |  |  |  |  |  |  |  |  |  |  |  |  |  |
|                 |                 |                 |                 |                 |                 |  |  |                                                     |                                                     |                                                     |                                                     |                                                     |                                                     |  |  | Hilduí IV de Montdidier senyor de Ramerupt x Alix de Roucy | Hilduí IV de Montdidier senyor de Ramerupt x Alix de Roucy | Hilduí IV de Montdidier senyor de Ramerupt x Alix de Roucy | Hilduí IV de Montdidier senyor de Ramerupt x Alix de Roucy | Hilduí IV de Montdidier senyor de Ramerupt x Alix de Roucy | Hilduí IV de Montdidier senyor de Ramerupt x Alix de Roucy |  |  | Guillem                                         | Guillem                                         | Guillem                                         | Guillem                                         | Guillem                                         | Guillem                                         |  |  | Manassès veguer de Reims x Beatriu d'Hainaut    | Manassès veguer de Reims x Beatriu d'Hainaut    | Manassès veguer de Reims x Beatriu d'Hainaut    | Manassès veguer de Reims x Beatriu d'Hainaut    | Manassès veguer de Reims x Beatriu d'Hainaut    | Manassès veguer de Reims x Beatriu d'Hainaut    |  |  | Casa de Dammartin                       | Casa de Dammartin                   | Casa de Dammartin                   | Casa de Dammartin                   | Casa de Dammartin                   | Casa de Dammartin                   |  |  |                                               |                                               |                                               |                                               |                                               |                                               |  |  |  |  |  |  |  |  |  |  |  |  |  |  |  |  |  |  |  |  |  |  |  |  |  |  |  |  |  |  |  |  |  |  |  |  |  |  |  |  |  |  |  |  |
|                 |                 |                 |                 |                 |                 |  |  |                                                     |                                                     |                                                     |                                                     |                                                     |                                                     |  |  | Hilduí IV de Montdidier senyor de Ramerupt x Alix de Roucy | Hilduí IV de Montdidier senyor de Ramerupt x Alix de Roucy | Hilduí IV de Montdidier senyor de Ramerupt x Alix de Roucy | Hilduí IV de Montdidier senyor de Ramerupt x Alix de Roucy | Hilduí IV de Montdidier senyor de Ramerupt x Alix de Roucy | Hilduí IV de Montdidier senyor de Ramerupt x Alix de Roucy |  |  | Guillem                                         | Guillem                                         | Guillem                                         | Guillem                                         | Guillem                                         | Guillem                                         |  |  | Manassès veguer de Reims x Beatriu d'Hainaut    | Manassès veguer de Reims x Beatriu d'Hainaut    | Manassès veguer de Reims x Beatriu d'Hainaut    | Manassès veguer de Reims x Beatriu d'Hainaut    | Manassès veguer de Reims x Beatriu d'Hainaut    | Manassès veguer de Reims x Beatriu d'Hainaut    |  |  | Casa de Dammartin                       | Casa de Dammartin                   | Casa de Dammartin                   | Casa de Dammartin                   | Casa de Dammartin                   | Casa de Dammartin                   |  |  |                                               |                                               |                                               |                                               |                                               |                                               |  |  |  |  |  |  |  |  |  |  |  |  |  |  |  |  |  |  |  |  |  |  |  |  |  |  |  |  |  |  |  |  |  |  |  |  |  |  |  |  |  |  |  |  |
|                 |                 |                 |                 |                 |                 |  |  |                                                     |                                                     |                                                     |                                                     |                                                     |                                                     |  |  |                                                            |                                                            |                                                            |                                                            |                                                            |                                                            |  |  |                                                 |                                                 |                                                 |                                                 |                                                 |                                                 |  |  |                                                 |                                                 |                                                 |                                                 |                                                 |                                                 |  |  |                                         |                                     |                                     |                                     |                                     |                                     |  |  |                                               |                                               |                                               |                                               |                                               |                                               |  |  |  |  |  |  |  |  |  |  |  |  |  |  |  |  |  |  |  |  |  |  |  |  |  |  |  |  |  |  |  |  |  |  |  |  |  |  |  |  |  |  |  |  |
|                 |                 |                 |                 |                 |                 |  |  | Ebles II comte de Roucy x Sibil·la de Hauteville    | Ebles II comte de Roucy x Sibil·la de Hauteville    | Ebles II comte de Roucy x Sibil·la de Hauteville    | Ebles II comte de Roucy x Sibil·la de Hauteville    | Ebles II comte de Roucy x Sibil·la de Hauteville    | Ebles II comte de Roucy x Sibil·la de Hauteville    |  |  | Beatriu x Jofre II comte de Perche                         | Beatriu x Jofre II comte de Perche                         | Beatriu x Jofre II comte de Perche                         | Beatriu x Jofre II comte de Perche                         | Beatriu x Jofre II comte de Perche                         | Beatriu x Jofre II comte de Perche                         |  |  | Andreu senyor de Ramerupt                       | Andreu senyor de Ramerupt                       | Andreu senyor de Ramerupt                       | Andreu senyor de Ramerupt                       | Andreu senyor de Ramerupt                       | Andreu senyor de Ramerupt                       |  |  | Felícia x Sanç I d'Aragó i Pamplona rei d'Aragó | Felícia x Sanç I d'Aragó i Pamplona rei d'Aragó | Felícia x Sanç I d'Aragó i Pamplona rei d'Aragó | Felícia x Sanç I d'Aragó i Pamplona rei d'Aragó | Felícia x Sanç I d'Aragó i Pamplona rei d'Aragó | Felícia x Sanç I d'Aragó i Pamplona rei d'Aragó |  |  |                                         |                                     |                                     |                                     |                                     |                                     |  |  |                                               |                                               |                                               |                                               |                                               |                                               |  |  |  |  |  |  |  |  |  |  |  |  |  |  |  |  |  |  |  |  |  |  |  |  |  |  |  |  |  |  |  |  |  |  |  |  |  |  |  |  |  |  |  |  |
|                 |                 |                 |                 |                 |                 |  |  | Ebles II comte de Roucy x Sibil·la de Hauteville    | Ebles II comte de Roucy x Sibil·la de Hauteville    | Ebles II comte de Roucy x Sibil·la de Hauteville    | Ebles II comte de Roucy x Sibil·la de Hauteville    | Ebles II comte de Roucy x Sibil·la de Hauteville    | Ebles II comte de Roucy x Sibil·la de Hauteville    |  |  | Beatriu x Jofre II comte de Perche                         | Beatriu x Jofre II comte de Perche                         | Beatriu x Jofre II comte de Perche                         | Beatriu x Jofre II comte de Perche                         | Beatriu x Jofre II comte de Perche                         | Beatriu x Jofre II comte de Perche                         |  |  | Andreu senyor de Ramerupt                       | Andreu senyor de Ramerupt                       | Andreu senyor de Ramerupt                       | Andreu senyor de Ramerupt                       | Andreu senyor de Ramerupt                       | Andreu senyor de Ramerupt                       |  |  | Felícia x Sanç I d'Aragó i Pamplona rei d'Aragó | Felícia x Sanç I d'Aragó i Pamplona rei d'Aragó | Felícia x Sanç I d'Aragó i Pamplona rei d'Aragó | Felícia x Sanç I d'Aragó i Pamplona rei d'Aragó | Felícia x Sanç I d'Aragó i Pamplona rei d'Aragó | Felícia x Sanç I d'Aragó i Pamplona rei d'Aragó |  |  |                                         |                                     |                                     |                                     |                                     |                                     |  |  |                                               |                                               |                                               |                                               |                                               |                                               |  |  |  |  |  |  |  |  |  |  |  |  |  |  |  |  |  |  |  |  |  |  |  |  |  |  |  |  |  |  |  |  |  |  |  |  |  |  |  |  |  |  |  |  |
|                 |                 |                 |                 |                 |                 |  |  |                                                     |                                                     |                                                     |                                                     |                                                     |                                                     |  |  |                                                            |                                                            |                                                            |                                                            |                                                            |                                                            |  |  |                                                 |                                                 |                                                 |                                                 |                                                 |                                                 |  |  |                                                 |                                                 |                                                 |                                                 |                                                 |                                                 |  |  |                                         |                                     |                                     |                                     |                                     |                                     |  |  |                                               |                                               |                                               |                                               |                                               |                                               |  |  |  |  |  |  |  |  |  |  |  |  |  |  |  |  |  |  |  |  |  |  |  |  |  |  |  |  |  |  |  |  |  |  |  |  |  |  |  |  |  |  |  |  |
| Guiscard Cholet | Guiscard Cholet | Guiscard Cholet | Guiscard Cholet | Guiscard Cholet | Guiscard Cholet |  |  | Hug Cholet cte Roucy x Riquilda de Staufen          | Hug Cholet cte Roucy x Riquilda de Staufen          | Hug Cholet cte Roucy x Riquilda de Staufen          | Hug Cholet cte Roucy x Riquilda de Staufen          | Hug Cholet cte Roucy x Riquilda de Staufen          | Hug Cholet cte Roucy x Riquilda de Staufen          |  |  | Mabilla x Hug II de Puiset comte de Jaffa                  | Mabilla x Hug II de Puiset comte de Jaffa                  | Mabilla x Hug II de Puiset comte de Jaffa                  | Mabilla x Hug II de Puiset comte de Jaffa                  | Mabilla x Hug II de Puiset comte de Jaffa                  | Mabilla x Hug II de Puiset comte de Jaffa                  |  |  | Ne x Joan vescomte de Mareuil                   | Ne x Joan vescomte de Mareuil                   | Ne x Joan vescomte de Mareuil                   | Ne x Joan vescomte de Mareuil                   | Ne x Joan vescomte de Mareuil                   | Ne x Joan vescomte de Mareuil                   |  |  | Hug                                             | Hug                                             | Hug                                             | Hug                                             | Hug                                             | Hug                                             |  |  | Ebles                                   | Ebles                               | Ebles                               | Ebles                               | Ebles                               | Ebles                               |  |  | Alix senyora de Ramerupt x Erard I de Brienne | Alix senyora de Ramerupt x Erard I de Brienne | Alix senyora de Ramerupt x Erard I de Brienne | Alix senyora de Ramerupt x Erard I de Brienne | Alix senyora de Ramerupt x Erard I de Brienne | Alix senyora de Ramerupt x Erard I de Brienne |  |  |  |  |  |  |  |  |  |  |  |  |  |  |  |  |  |  |  |  |  |  |  |  |  |  |  |  |  |  |  |  |  |  |  |  |  |  |  |  |  |  |  |  |
| Guiscard Cholet | Guiscard Cholet | Guiscard Cholet | Guiscard Cholet | Guiscard Cholet | Guiscard Cholet |  |  | Hug Cholet cte Roucy x Riquilda de Staufen          | Hug Cholet cte Roucy x Riquilda de Staufen          | Hug Cholet cte Roucy x Riquilda de Staufen          | Hug Cholet cte Roucy x Riquilda de Staufen          | Hug Cholet cte Roucy x Riquilda de Staufen          | Hug Cholet cte Roucy x Riquilda de Staufen          |  |  | Mabilla x Hug II de Puiset comte de Jaffa                  | Mabilla x Hug II de Puiset comte de Jaffa                  | Mabilla x Hug II de Puiset comte de Jaffa                  | Mabilla x Hug II de Puiset comte de Jaffa                  | Mabilla x Hug II de Puiset comte de Jaffa                  | Mabilla x Hug II de Puiset comte de Jaffa                  |  |  | Ne x Joan vescomte de Mareuil                   | Ne x Joan vescomte de Mareuil                   | Ne x Joan vescomte de Mareuil                   | Ne x Joan vescomte de Mareuil                   | Ne x Joan vescomte de Mareuil                   | Ne x Joan vescomte de Mareuil                   |  |  | Hug                                             | Hug                                             | Hug                                             | Hug                                             | Hug                                             | Hug                                             |  |  | Ebles                                   | Ebles                               | Ebles                               | Ebles                               | Ebles                               | Ebles                               |  |  | Alix senyora de Ramerupt x Erard I de Brienne | Alix senyora de Ramerupt x Erard I de Brienne | Alix senyora de Ramerupt x Erard I de Brienne | Alix senyora de Ramerupt x Erard I de Brienne | Alix senyora de Ramerupt x Erard I de Brienne | Alix senyora de Ramerupt x Erard I de Brienne |  |  |  |  |  |  |  |  |  |  |  |  |  |  |  |  |  |  |  |  |  |  |  |  |  |  |  |  |  |  |  |  |  |  |  |  |  |  |  |  |  |  |  |  |
|                 |                 |                 |                 |                 |                 |  |  | Guiscard comte de Roucy                             | Guiscard comte de Roucy                             | Guiscard comte de Roucy                             | Guiscard comte de Roucy                             | Guiscard comte de Roucy                             | Guiscard comte de Roucy                             |  |  |                                                            |                                                            |                                                            |                                                            |                                                            |                                                            |  |  | Elisabet de Mareuil                             | Elisabet de Mareuil                             | Elisabet de Mareuil                             | Elisabet de Mareuil                             | Elisabet de Mareuil                             | Elisabet de Mareuil                             |  |  |                                                 |                                                 |                                                 |                                                 |                                                 |                                                 |  |  |                                         |                                     |                                     |                                     |                                     |                                     |  |  |                                               |                                               |                                               |                                               |                                               |                                               |  |  |  |  |  |  |  |  |  |  |  |  |  |  |  |  |  |  |  |  |  |  |  |  |  |  |  |  |  |  |  |  |  |  |  |  |  |  |  |  |  |  |  |  |
|                 |                 |                 |                 |                 |                 |  |  | Guiscard comte de Roucy                             | Guiscard comte de Roucy                             | Guiscard comte de Roucy                             | Guiscard comte de Roucy                             | Guiscard comte de Roucy                             | Guiscard comte de Roucy                             |  |  |                                                            |                                                            |                                                            |                                                            |                                                            |                                                            |  |  | Elisabet de Mareuil                             | Elisabet de Mareuil                             | Elisabet de Mareuil                             | Elisabet de Mareuil                             | Elisabet de Mareuil                             | Elisabet de Mareuil                             |  |  |                                                 |                                                 |                                                 |                                                 |                                                 |                                                 |  |  |                                         |                                     |                                     |                                     |                                     |                                     |  |  |                                               |                                               |                                               |                                               |                                               |                                               |  |  |  |  |  |  |  |  |  |  |  |  |  |  |  |  |  |  |  |  |  |  |  |  |  |  |  |  |  |  |  |  |  |  |  |  |  |  |  |  |  |  |  |  |
|                 |                 |                 |                 |                 |                 |  |  |                                                     |                                                     |                                                     |                                                     |                                                     |                                                     |  |  |                                                            |                                                            |                                                            |                                                            |                                                            |                                                            |  |  |                                                 |                                                 |                                                 |                                                 |                                                 |                                                 |  |  |                                                 |                                                 |                                                 |                                                 |                                                 |                                                 |  |  |                                         |                                     |                                     |                                     |                                     |                                     |  |  |                                               |                                               |                                               |                                               |                                               |                                               |  |  |  |  |  |  |  |  |  |  |  |  |  |  |  |  |  |  |  |  |  |  |  |  |  |  |  |  |  |  |  |  |  |  |  |  |  |  |  |  |  |  |  |  |
|                 |                 |                 |                 |                 |                 |  |  | Raül I († 1196) comte de Roucy x Melisende de Coucy | Raül I († 1196) comte de Roucy x Melisende de Coucy | Raül I († 1196) comte de Roucy x Melisende de Coucy | Raül I († 1196) comte de Roucy x Melisende de Coucy | Raül I († 1196) comte de Roucy x Melisende de Coucy | Raül I († 1196) comte de Roucy x Melisende de Coucy |  |  | Joan I († 1200) comte de Roucy x Beatriu de Vignory        | Joan I († 1200) comte de Roucy x Beatriu de Vignory        | Joan I († 1200) comte de Roucy x Beatriu de Vignory        | Joan I († 1200) comte de Roucy x Beatriu de Vignory        | Joan I († 1200) comte de Roucy x Beatriu de Vignory        | Joan I († 1200) comte de Roucy x Beatriu de Vignory        |  |  | Eustaquia x Robert de Pierrepont comte de Roucy | Eustaquia x Robert de Pierrepont comte de Roucy | Eustaquia x Robert de Pierrepont comte de Roucy | Eustaquia x Robert de Pierrepont comte de Roucy | Eustaquia x Robert de Pierrepont comte de Roucy | Eustaquia x Robert de Pierrepont comte de Roucy |  |  |                                                 |                                                 |                                                 |                                                 |                                                 |                                                 |  |  |                                         |                                     |                                     |                                     |                                     |                                     |  |  |                                               |                                               |                                               |                                               |                                               |                                               |  |  |  |  |  |  |  |  |  |  |  |  |  |  |  |  |  |  |  |  |  |  |  |  |  |  |  |  |  |  |  |  |  |  |  |  |  |  |  |  |  |  |  |  |